# Iroquois River (Carnwath River)
Der Iroquois River (iroquois französisch für „Irokesen“) ist ein 212 km langer linker Nebenfluss des Carnwath River in den kanadischen Nordwest-Territorien.

## Verlauf
Das Quellgebiet des Iroquois River liegt auf dem Ramparts Plateau, das sich östlich des Unterlaufs des Mackenzie River erstreckt. Der Iroquois River hat seinen Ursprung in dem See 260 m hoch gelegenen Onhda Lake, 40 km östlich vom Unterlauf des Mackenzie River sowie 100 km nordnordwestlich von der am Mackenzie River gelegene Siedlung Fort Good Hope. Der Iroquois River durchfließt eine Tundralandschaft nördlich des Polarkreises in überwiegend nördlicher Richtung. Der Fluss bildet dabei zahlreiche enge Flussschlingen aus. Er mündet schließlich in den Carnwath River, 95 km oberhalb dessen Mündung in den Anderson River.